# Lancaster (California)
Lancaster è una città dello stato della California, Stati Uniti d'America. È l'ottava città più grande della contea di Los Angeles e la nona in più rapida crescita degli Stati Uniti. Lancaster è situata a circa 70 miglia (112,5 km) a nord della città di Los Angeles in California, a sud dell'Antelope Valley. È separata da Los Angeles dal Bacino San Gabriel Range a sud e da Bakersfield e il San Joaquin Valley dal Tehachapi Mountain Range a nord. La città di Lancaster è passata dai 37 000 residenti al momento dell'autonomia amministrativa nel 1977, ai circa 143 818 abitanti del 2007, ed è la seconda città più grande della California, nel Deserto del Mojave.

## Infrastrutture e trasporti
La città è servita dalla linea Antelope Valley del servizio ferroviario suburbano Metrolink.

## Lancaster come set cinematografico
Lancaster è la città nella quale si trova la cosiddetta Chiesa dei Due Pini (Two Pines Church), la cappella nella quale sono state girate molte scene dei film di Quentin Tarantino, Kill Bill: Volume 1 e Kill Bill: Volume 2.